# Stuart Young
Stuart Richard Young (Puerto España, 9 de febrero de 1975) es un abogado y político trinitense que ha sido el octavo y actual primer ministro de Trinidad y Tobago desde 2025. Se ha desempeñado como miembro del Parlamento en la Cámara de Representantes por el distrito Port-of-Spain North/St. Ann's West desde 2015.
Fue Ministro de Energía e Industrias Energéticas y Ministro en la Oficina del Primer Ministro durante el gobierno de Keith Rowley. Young había ocupado anteriormente los cargos de Ministro de Seguridad Nacional, Ministro del Ministerio del Fiscal General y Asuntos Jurídicos y Ministro de Comunicaciones. 
El 6 de enero de 2025 se anunció que Young sería el presunto candidato para suceder a Rowley como Primer Ministro de Trinidad y Tobago luego de que este presentase su renuncia. Reemplazó a Keith Rowley el 17 de marzo de 2025 para convertirse en el octavo Primer Ministro de Trinidad y Tobago.